# Aorta abdominal
L'aorta abdominal és l'artèria més llarga de la cavitat abdominal. És la continuació de l'aorta descendent -que es troba al tòrax.

## Trajecte
Comença a nivell del diafragma, creuant-lo a través del hiat aòrtic a nivell de la vèrtebra toràcica número 12 (T12). Baixa per la paret posterior de l'abdomen per davant de la columna vertebral. Segueix la curvatura de les vèrtebres lumbars, tenint un pic de convexitat a nivell de la tercera vèrtebra lumbar (L3).
El trajecte és comú al de la vena cava inferior -localitzada a la dreta de l'aorta abdominal-, fent-se cada cop més petita en diàmetre a mesura que es va ramificant.

## Branques
L'aorta abdominal irriga la major part de la cavitat abdominal. En la majoria dels casos, presenta les següents branques:
| Branca                       | Vèrtebra | Tipus    | Aparellada? | Descripció                                                                         |
| Artèria frènica inferior     | T12      | Parietal | Si          | S'origina justa per sota del diafragma, des d'on l'irriga.                         |
| Tronc celíac                 | T12      | Visceral | No          | Branca anterior gran.                                                              |
| Artèria mesentèrica superior | L1       | Visceral | No          | Branca anterior gran, sorgeix per just per sota del tronc celíac.                  |
| Artèria suprarenal mitja     | -        | Visceral | Si          | Cap a la glàndula suprarenal                                                       |
| Artèria renal                | L2       | Visceral | Si          | Artèria gran. N'hi ha dos -cadascuna irriga un ronyó.                              |
| Artèria gonadal              | L2       | Visceral | Si          | S'anomena artèria ovàrica a les dones; artèria testicular als homes.               |
| Artèria lumbar               | -        | Parietal | Si          | Quatre per cada costat que irriguen la paret abdominal i la medul·la espinal.      |
| Artèria mesentèrica inferior | L3       | Visceral | No          | Branca anterior gran.                                                              |
| Artèria sacra mitja          | -        | Parietal | No          | Neix de la part inferior i mitja de l'aorta.                                       |
| Artèria ilíaca primitiva     | L4       | Terminal | Si          | Bifurcació per irrigar l'extremitat inferior i la pelvis. Acaba l'aorta abdominal. |

## Relacions
L'aorta abdominal es troba lleument desplaçada cap a l'esquerra de la línia mitjana del cos. Anteriorment està coberta pels oments i l'estómac darrere els quals trobem les branques de l'artèria celíaca i del plexe celíac, per sota de les quals trobem la vena esplènica, el pàncrees, la vena renal esquerra, la part més inferior del duodè, el mesenteri i el plexe aòrtic (nervis).
Posteriorment, l'aorta abdominal roman separada de les vèrtebres lumbars i dels discs intervertebrals pel lligament longitudinal anterior i les venes lumbars esquerres.
Per la dreta es relaciona amb la vena àziga, la cisterna quilífera, el conducte toràcic i el gangli celíac dret. Pel costat esquerre trobem el gangli celíac esquerre, el tram ascendent del duodè i part de l'intestí prim.